# Первая война ндрангеты
Первая война ндрангеты — внутренний конфликт в ндрангете, преступной организации мафиозного типа в Калабрии (южная Италия). Он продолжался с 1974 по 1977 год и унёс жизни около 233 человек. Война привела к смене власти триумвирата, состоявшего из Антонио Макри, Доменико Триподо и Джироламо Пиромалли, управлявших ндрангетой в течение 15 лет, и способствовала появлению её нового поколения. Среди них была и ндрина Джорджо Де Стефано, который хотел вовлечь ндрангету в новые, более прибыльные виды преступной деятельности (особенно в торговлю наркотиками).

## Предыстория
Прежние боссы ндрангеты, такие как Доменико Триподо и Антонио Макри, были настроены против того, чтобы их организация была вовлечена в такие виды преступной деятельности, как похищение людей и торговля наркотиками. Они также противостояли становлению Ла Санты, тайного общества внутри самой ндрангеты, созданного в начале 1970-х годов для максимального усиления власти и в то же время незаметности наиболее влиятельных боссов.
Джироламо Пиромалли, в отличие от двух других членов триумвирата, управлявшего ндрангетой в течение 15 лет, поддерживал Ла Санту и выступал за изменения традиционных устоев ндрангеты путём формирования тайных масонских лож. Посредством их боссы ндрангеты могли устанавливать связи с представителями полиции, судьями и политиками. Это было необходимо для получения доступа к государственным контрактам на строительство в районе Реджо-ди-Калабрии (железнодорожный вокзал, сталелитейный завод и порт в Джоя-Тауро).
На встрече в сентябре 1974 года в Джоя-Тауро, организованной Пиромалли для обсуждения предложения крупных строительных компаний о выплате трёхпроцентного отката за сталелитейный завод в Гойя-Тауро, которое боссы ндрангеты отклонили, напряжённость достигла точки кипения. Триподо и его бывший подчинённый Джорджо Де Стефано обменялись оскорблениями, что едва не привело к ожесточённому конфликту, который удалось предотвратить только благодаря вмешательству Макри, постаравшегося примирить обе стороны. Ситуация ухудшилась, когда Триподо, опасаясь засады, не явился на свадьбу близкого сторонника Пиромалли.

## Конфликт
24 ноября 1974 года Триподо попытался нанести удар первым, убив Джованни Де Стефано и ранив его брата Джорджо в баре Roof Garden, печально известном притоне ндрангеты в Реджо-ди-Калабрии. Теперь война стала неизбежной. В отместку 20 января 1975 года в своём родном городе Сидерно был убит Макри, в то время как Франческо Комиссо, выполнявший роль его правой руки, был тяжело ранен. По словам государственного свидетеля, молодой Паскуале Конделло, сторонник Де Стефано, был одним из «палачей» Макри, который был убит при соучастии кланов Катальдо и Маццаферро.
21 февраля 1975 года Триподо был арестован и заключён в неаполитанскую тюрьму Поджореале. 26 августа 1976 года он был зарезан в тюрьме по заказу Де Стефано, в чём ему оказывал содействие босс каморры Раффаэле Кутоло, глава Новой каморры, который сотрудничал с Де Стефано в сфере торговли наркотиками.
С убийством Триподо война прекратилась. Однако завершающим этапом этого конфликта стало убийство Джорджо Де Стефано, случившееся 7 ноября 1977 года в Санто-Стефано в горах Аспромонте. Убийцей был Джузеппе Сурачи, рядовой боевик ндрангеты. Мотивом для него, как казалось, была личная месть, но на самом деле он действовал по приказу Пиромалли, который боялся возвышения Де Стефано. Вымогая взятку у строительного подрядчика, уже находившегося под защитой Пиромалли, Де Стефано совершил sgarro (оскорбление чести и авторитета криминального босса). Члены семьи Пиромалли убили Сурачи и преподнесли его голову на серебряном блюде брату Джорджо Де Стефано — Паоло, чтобы продемонстрировать свою преданность. На самом деле они помешали Сурачи раскрыть истинную причину убийства Де Стефано.

### Жертвы
В результате трёхлетнего конфликта погибло 233 человека. Помимо основного действа, в различных городах, таких как Читтанова, Семинара, Чимина и Таурианова, проходили под его предлогом и местные разборки. Иногда их жертв с целью уничтожения тел скармливали свиньям.

## Последствия
Клан Де Стефано превратился из простых членов ндрангеты в новых «господ» Реджо-ди-Калабрии. Они монополизировали контроль над строительными работами в северной части Реджо-ди-Калабрии, вытеснив с рынка государственных контрактов при поддержке ндрины Пиромалли и Маммолити враждебную группу Триподо. Их доминирующему положению был брошен вызов во время второй войны ндрангеты, случившейся в 1985—1991 годах.
Однако настоящим выгодоприобретателем от последствий первой войны стала ндрина Пиромалли, которая превратилась из клана, опиравшегося на деятельность в сельской местности, на преступную организацию, контролировавшую некоторые общественные работы в районе Джоя-Тауро, в частности, строительство и эксплуатацию нового контейнерного морского порта.